# 龍雲寺 (富田林市)
龍雲寺（りゅううんじ）は、大阪府富田林市加太にある黄檗宗の寺院。山号は智福山。河内西国霊場第4番札所。

## 歴史
創建は享保9年（1724年）、狭山藩の第5代藩主北条氏朝の支援を受けた独園和尚が、河内長野市石見川にあった真言宗の寺院を移転のうえ黄檗宗の寺院に改宗して開山したことによる。このことから北条家・狭山藩士の菩提寺のひとつとなり、地元の加太在住の庶民にとっても菩提寺となった。

## 境内
- 本堂 - 本尊・十一面観世音菩薩

## 札所
河内西国霊場
3 西方院　--　4 龍雲寺　--　5 大林寺

## 交通
- 南海高野線 大阪狭山市駅下車、徒歩15分